# Холмське князівство (уділ Тверського)
Холмське князівство — удільне князівство у складі Великого князівства Тверського. Існувало з 1319 по 1508 рік. Столицею удільного Холмського князівства було місто Холм.
Остаточно князівство постало 1339 року після того, як Великий князь Тверський Олександр Михайлович був убитий в Орді. Тоді Тверський престіл зайняв брат Олександра - Костянтин Михайлович, а син Олександра та Анастасії Юріївни, доньки короля Руси Юрія І Всеволод Олександрович отримав у удільне князівство зі столицею в Холмі.

## Історія
1318 року Великий князь Тверський Михайло Ярославич, вирушаючи в Орду, розділив свої землі між Олександром Михайловичем та його старшим братом, Дмитром Михайловичем.
Після смерті батька, страченого в Орді, Олександр 1320 року їздив до Володимира і уклав мир на умовах московського князя Юрія Даниловича.
1339 року після того, як Великий князь Тверський Олександр Михайлович був також вбитий в Орді, Тверський престіл посів брат Олександра - Костянтин Михайлович, а син Олександра та Анастасії Юріївни Всеволод Олександрович отримав Холмське удільне князівство.
Коли князь Костянтин помер 1345 року, його молодший брат Василь Михайлович, що став старшим із Михайловичів, вирішив отримати ярлик від хана на Тверській великокнязівський стіл. Так як для цього були потрібні великі гроші, то Василь самовільно «зібрав данину» з Холмського князівства, скориставшись тим, що Всеволод був у цей час в Орді. Проте Всеволод тим часом виклопотав собі у хана ярлик на Велике князівство Тверське. Дізнавшись про самоврядність дядька, він виїхав із Орди разом із ханським послом. Ворожнеча між дядьком і племінником призвела до втечі людей з Тверського князівства, тому Тверський владика Феодор доклав великих зусиль для їхнього примирення. 1348 Всеволод поступився Василю Тверським престолом, а сам задовольнявся Холмським уділом.
1351 року Василь Михайлович отримав ханський ярлик на Велике князівство Тверське, і він вирішив скоротити спадок свого племінника Всеволода. Усобиця завершилася тим, що у 1356 році Василь та Всеволод звернулися до суду московського князя та митрополита Алексія. Формально великому князю і митрополиту вдалося помирити родичів, але ворожнеча між них залишилася.
1357 року в Орді ханом став Бердібек. Разом з іншими підвладними князями до нового хана по ярлики вирушили і Василь Михайлович, і Всеволод Олександрович. Однак вони поїхали різними дорогами; Василь Тверський та Іван Московський прибули до Орди першими та встигли налаштувати хана проти Всеволода Холмського. У підсумку Бердібек навіть не став слухати Всеволода, а велів схопити його та видати дядькові. Дружина Василя Олена Смоленська була також схоплена, і влада в Холмському князівстві перейшла до намісників Тверського князя. 1358 року Всеволод Олександрович втік до Великого князівства Литовського і Руського. 1359 року він повернувся до Твері й уклав почесний мир з дядьком.
У 1364 року у Твері лютувала морова виразка, від якої померли низка князів і бояр, зокрема Всеволод Олександрович Холмський. Холмським князівством стали правити його нащадки, і це тривало до загарбання й окупації Великого Тверського князівства Московським князем Іваном ІІІ 1485 року.

## Князі Холмські
Удільні князі Холмські Тверського князівства:
- 1319—1339 Олександр Михайлович
- 1339—1365 Всеволод Олександрович
- 1365—1402 Іван Всеволодович
- 1402—1410 Юрій Всеволодович
- 1410—1454/6 Дмитро Юрійович
- 1454/6 — 1486 Михайло Дмитрович.